# Cameron Archer
Cameron Archer (ur. 9 grudnia 2001 w Walsall) – angielski piłkarz, występujący na pozycji napastnika w angielskim klubie Sheffield United oraz w reprezentacji Anglii U-21. Uczestnik Mistrzostw Europy U-21 2023, na których strzelił 2 gole.

## Statystyki

### Klubowe
Na podstawie:
| Klub                   | Sezonów | Liga             | Liga  | Liga   | Puchar krajowy | Puchar krajowy | Kontynentalne | Kontynentalne | Suma  | Suma   |
| Klub                   | Sezonów | Liga             | Mecze | Bramki | Mecze          | Bramki         | Mecze         | Bramki        | Mecze | Bramki |
| ---------------------- | ------- | ---------------- | ----- | ------ | -------------- | -------------- | ------------- | ------------- | ----- | ------ |
| Solihull Moors F.C.    | 1       | National League  | 26    | 4      | 1              | 0              | –             | –             | 27    | 4      |
| Aston Villa            | 3       | Premier League   | 10    | 1      | 4              | 4              | –             | –             | 14    | 5      |
| Preston North End F.C. | 1       | EFL Championship | 20    | 7      | 0              | 0              | –             | –             | 20    | 7      |
| Middlesbrough          | 1       | EFL Championship | 22    | 11     | 1              | 0              | –             | –             | 23    | 11     |
| Sheffield United       | 1       | Premier League   | 2     | 1      | 1              | 0              | –             | –             | 3     | 1      |
|                        | Łącznie | Łącznie          | 133   | 25     | 14             | 3              | 0             | 0             | 147   | 28     |

### Reprezentacyjne
Na podstawie:
Zawodnik nie rozegrał jeszcze ani jednego meczu w seniorskiej kadrze.

## Sukcesy
Na podstawie:

### Klubowe
Indywidualne:
- Król strzelców Football League Trophy 2021/22

### Reprezentacyjne
- Mistrz Europy U-21 2023